# Mosquée d'Ismail-kapetan Šarić
La mosquée d'Ismail-kapetan Šarić, également connue sous le nom de Uzunovićka džamija, se trouve en Bosnie-Herzégovine, dans la ville et dans la municipalité de Stolac. Construite en 1741, elle est inscrite sur la liste des monuments nationaux de Bosnie-Herzégovine et fait partie de l'« ensemble naturel et architectural de Stolac », proposé par le pays pour une inscription au patrimoine mondial de l'UNESCO.